# Philippe Jaccottet
Philippe Jaccottet (30. června 1925 – 24. února 2021) byl švýcarský frankofonní básník a překladatel.

## Životopis
Philippe Jaccottet se narodil 30. června 1925 ve švýcarském Moudonu. Po ukončení studií v Lausanne žil několik let v Paříži. V roce 1953 se přestěhoval do města Grignan v Provence. Do francouzštiny přeložil řadu autorů a básníků, mimo jiné Goetha, Hölderlina, Manna, Mandelštama, Góngora, Leopardiho, Musila, Rilkeho, Homéra a Ungarettiho. Za svou poezii získal v roce 1988 německou mezinárodní cenu Petrarca-Preis.
V roce 2014 se stal patnáctým žijícím autorem, který byl publikován v prestižní Bibliothèque de la Pléiade. Po Jeanu-Jacquesu Rousseauovi, Blaise Cendrarsovi a Charlesi-Ferdinandu Ramuzovi se stal čtvrtým švýcarským autorem publikovaným v této sbírce.
Philippe Jaccottet zemřel 24. února 2021 ve francouzském Grignanu ve věku 95 let.

## Ocenění (výběr)
- Cena Gottfrieda Kellera (1991)
- Goncourtova cena (2003)